# Jamna (Pogórze Rożnowskie)
Jamna (530 m) – szczyt w centralnej części Pogórza Rożnowskiego na południowy zachód od Paleśnicy, sąsiadujący od południa z kulminacjami Bukowca (490 m) i Żebraczki (534 m). Okolice góry i wsi Jamna rozsławiła jedna z największych w Polsce południowej bitew partyzanckich we wrześniu 1944 roku. Na szczycie Jamnej, obok kościoła Matki Bożej Niezawodnej Nadziei, znajduje się pomnik poświęcony wymordowanej w czasie pacyfikacji ludności cywilnej oraz poległym partyzantom Armii Krajowej. 
Pod szczytem Jamnej znajduje się Chatka Włóczykija – obiekt turystyczny z informacja turystyczną, a także ośrodek duszpasterstwa akademickiego „Respublica Dominicana” oo. dominikanów z Poznania.
Bogato rozgałęzione grzbiety Jamnej i rejon szczytu wzniesienia dostarczają wspaniałych panoram.